# Spinali Design
Spinali Design est une entreprise mulhousienne dans le domaine du textile connecté et des technologies portables grand public.

## Historique
Le premier projet de l'entreprise en 2015 concerne un maillot de bain intégrant une puce RFID, avec un module externe qui communique via un smartphone,,. Ce module externe prévient de l'exposition aux UV, donc lorsqu'il est temps de remettre de la crème solaire. L'action de prévention solaire n'est donc pas liée directement au maillot. Cette création est accueillie comme une innovation dans le domaine du textile intelligent et connecté bien que le module ne soit pas intégré au vêtement. Il fait un buzz dans le monde entier durant l'été, et durant plusieurs mois,. Mais les commentaires sont plus partagés sur sa contribution à la prévention solaire ou son statut de gadget, n'ayant pas obtenu « de validations médicales scientifiques ». Finalement, si les ventes ont bien débuté, elles ne sont pas en adéquation avec l'ampleur médiatique qu'a prise cette innovation, ce que reconnait Romain Spinali (époux et associé de Marie Spinali) : « On avait des mois d'avance sur l'usage grand public » précise-t-il. Malgré tout, la visibilité donnée par ce produit permet à l'entreprise, au départ autofinancée, de lever des fonds et de se voir valoriser un million d'euros.
Spinali Design créé par la suite un jeans connecté, relié à un GPS, permettant d'indiquer la direction à prendre par une vibration,. La production de ces pantalons ou maillots de bain reste alors artisanale, quelques centaines de pièces fabriquées en France dans son propre atelier de Mulhouse. En parallèle durant cette période, l'entreprise collabore sur divers projets dont un partenariat avec le service dermatologie de l'hôpital Victor-Dupouy d'Argenteuil,. 
Début 2018, l'entreprise miniaturise son capteur UV pour l'intégrer dans les maillots de bain et fruit d'une collaboration avec le CNRS, elle présente la crème solaire connectée tout en poursuivant sa spécialisation dans le domaine de l'intelligence artificielle. Des synergies en termes de recherche et développement sont réalisées pour élaborer des nouveaux produits dans le domaine des smartcity et dans le domaine des logiciels de gestion.
L'entreprise présente à l’automne 2018 un pansement connecté, qui détecte les infections,. 
Fin 2018, l'entreprise doit se placer en redressement judiciaire (jusqu’en juin 2019) pour faire face à un besoin de trésorerie.
Spinali présente en août 2020 des gants anti covid connectés qui se désinfectent à la lumière par l’utilisation de la photo catalyse du dioxyde de titane . C’est un exemple de vêtement intelligent utilisé comme bactéricide et virucide .
Début 2022, l'entreprise lance l'activité "Spinali Solutions". L'objectif est de proposer des logiciels intégrant de l'intelligence artificielle provenant de la R&D issue des travaux dans le textile connecté et plus précisément le datatextile. Le premier produit IAGO (Intelligence artificielle pour la gestion des organisations) est présenté dans le domaine de la promotion immobilière . Le but est de développer des algorithmes autoapprenants d'alertes et de contrôles intelligents fonctionnant aussi bien avec des informations provenant d'un produit textile connecté (maillot de bain, jean, robe, gant, pansement), qu'avec d'autres sources d'informations entrantes (clavier, smartphone, base de données).
Spinali présente à l'été 2022 le Neviano 3, une nouvelle version de son maillot de bain connecté. En plus de prévenir contre les risques de coup de soleil, le vêtement est aussi capable de prendre des photos en fonction du rythme cardiaque de l'utilisatrice/utilisateur et de les publier sur le métavers via un jumeau numérique. 